# Maud del Galles
Maud di Norvegia, nata principessa Maud del Galles, principessa di Gran Bretagna (nome completo Maud Charlotte Mary Victoria; Westminster, 26 novembre 1869 – Londra, 20 novembre 1938), fu regina di Norvegia dal 1905 al 1938 come consorte di Haakon VII di Norvegia (1872-1957).

## Biografia

### Famiglia d'origine

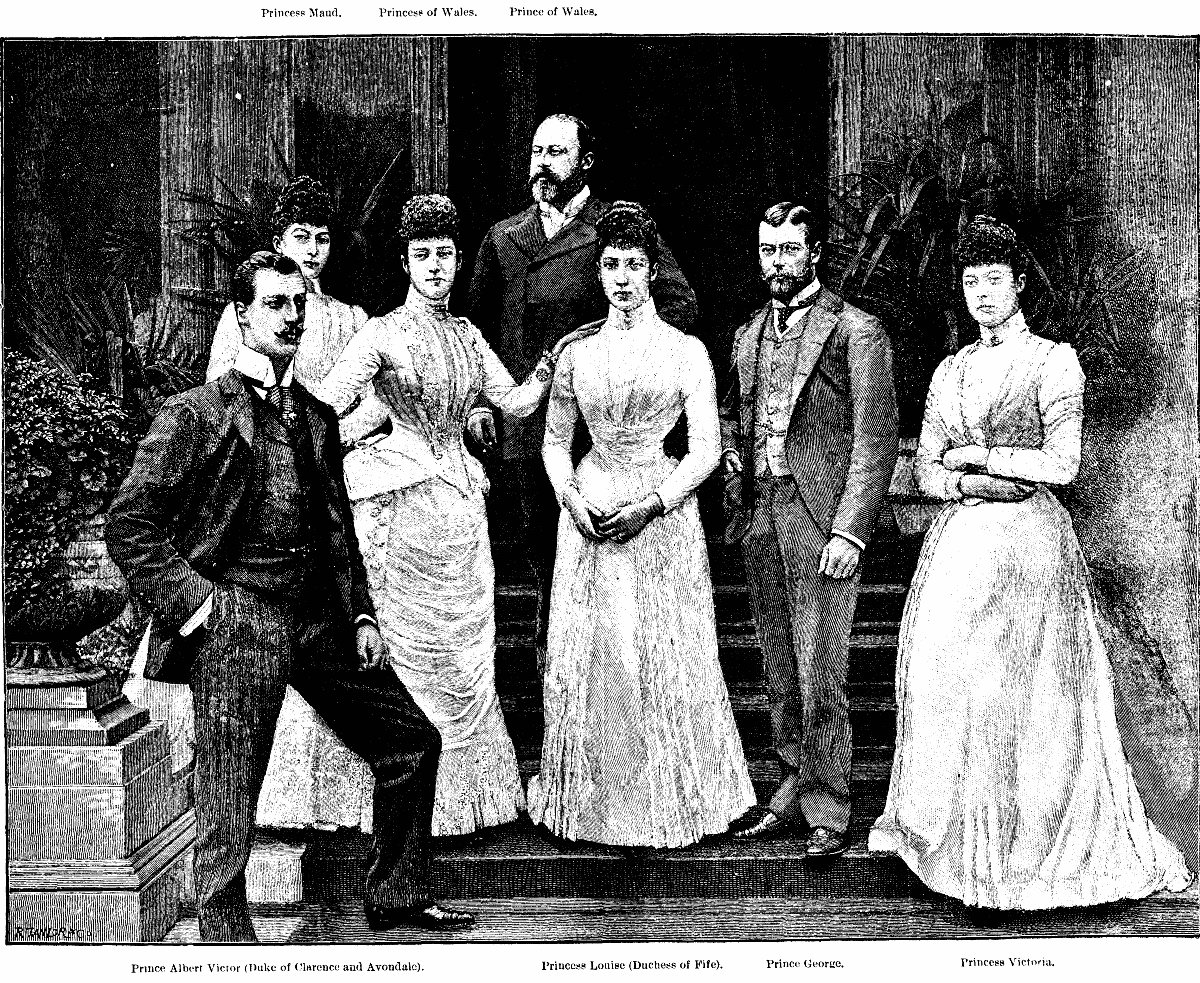
Alberto Vittorio e la sua famiglia (1891). Da sinistra a destra: il fratello Alberto Vittorio, Maud, la madre Alessandra, il padre Edoardo VII, la sorella Luisa, il fratello Giorgio V e la sorella Vittoria.

Nacque a Marlborough House, ultimogenita di Edoardo, principe del Galles (1841-1910) e della sua consorte Alessandra di Danimarca (1844-1925). I suoi nonni paterni furono la regina Vittoria del Regno Unito (1819-1901) e il marito Alberto di Sassonia-Coburgo-Gotha (1819-1861), quelli materni re Cristiano IX di Danimarca (1818-1906) consorte di Luisa d'Assia-Kassel (1817-1898), erede della corona di Danimarca.
Fu battezzata da John Jackson, vescovo di Londra, il 24 dicembre 1869. I suoi padrini erano lo zio paterno, il principe Leopoldo, rappresentato dal duca di Cambridge; il principe Federico Guglielmo d'Assia-Kassel, rappresentato dal principe Francesco di Teck; il conte Gleichen; la duchessa di Nassau, rappresentata da Maria Adelaide di Cambridge; il re Carlo XV di Svezia, rappresentato dal ministro svedese il barone Hochschild; la principessa Maria di Leiningen, rappresentata dalla principessa Claudine di Teck; sua zia materna, la zarina di Russia, rappresentata dalla baronessa de Brunnow; la principessa ereditaria Luisa di Danimarca, rappresentata da Madame de Bülow, moglie del ministro danese; e sua prozia, la duchessa di Inverness.
Durante la sua infanzia partecipò a quasi tutte le visite che i genitori facevano annualmente in Danimarca, terra natale della principessa Alessandra, ed anche ai viaggi in nave con la madre e le sorelle maggiori, Vittoria e Luisa, lungo le coste della Norvegia e nel Mar Mediterraneo. Nel 1885 fu una damigella d'onore, sia al matrimonio di sua zia paterna Beatrice con il principe Enrico di Battenberg, che al matrimonio di suo fratello Giorgio con Maria di Teck nel 1893.

### Matrimonio

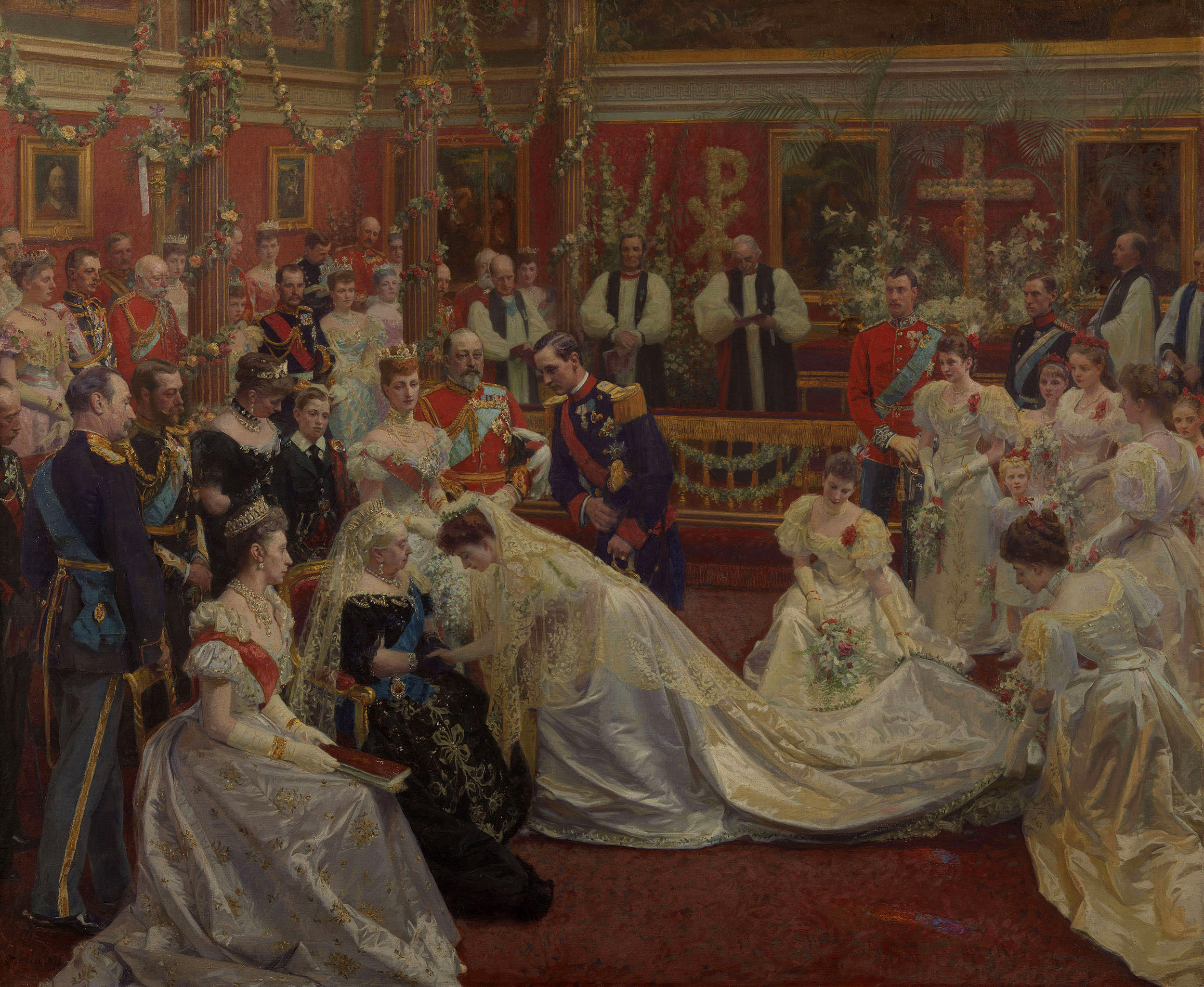
Nozze della principessa Maud del Galles e del principe Carlo di Danimarca

Per Maud vennero avviate delle trattative di matrimonio con la Casa Savoia, alla ricerca di una moglie per Vittorio Emanuele, principe di Napoli; le trattative non giunsero a buon termine a causa di un dissidio sulla religione dei due sposi. Per divenire regina d'Italia, Maud avrebbe dovuto rinunciare alla fede protestante: l'Italia premeva affinché l'abiura avvenisse prima delle nozze, mentre la Gran Bretagna era per dopo le nozze. Nonostante papa Leone XIII fosse anch'egli per il dopo, la regina Margherita insisteva per il prima; Benedetto Brin, ministro degli Esteri, affermava che in realtà la Regina non desiderava veder offuscata la sua celebrata bellezza dall'arrivo di una giovane ed incantevole nuora.
Il 22 luglio 1896 Maud sposò, nella cappella privata del Palazzo di Buckingham, il principe Carlo di Danimarca, figlio secondogenito del futuro re di Danimarca Federico VIII (1843-1912) e della principessa Luisa di Svezia (1851-1926).
Il padre di Maud, Edoardo, regalò agli sposi, in occasione del matrimonio, la tenuta di Appleton House, che servì da residenza per le frequenti visite che la coppia fece nel Regno Unito. Fu proprio in Appleton House che nacque il loro unico figlio:
- Alessandro (2 luglio 1903-17 gennaio 1991), sposò il 21 marzo 1929 la principessa Marta di Svezia (1901-1954).

### Regina di Norvegia

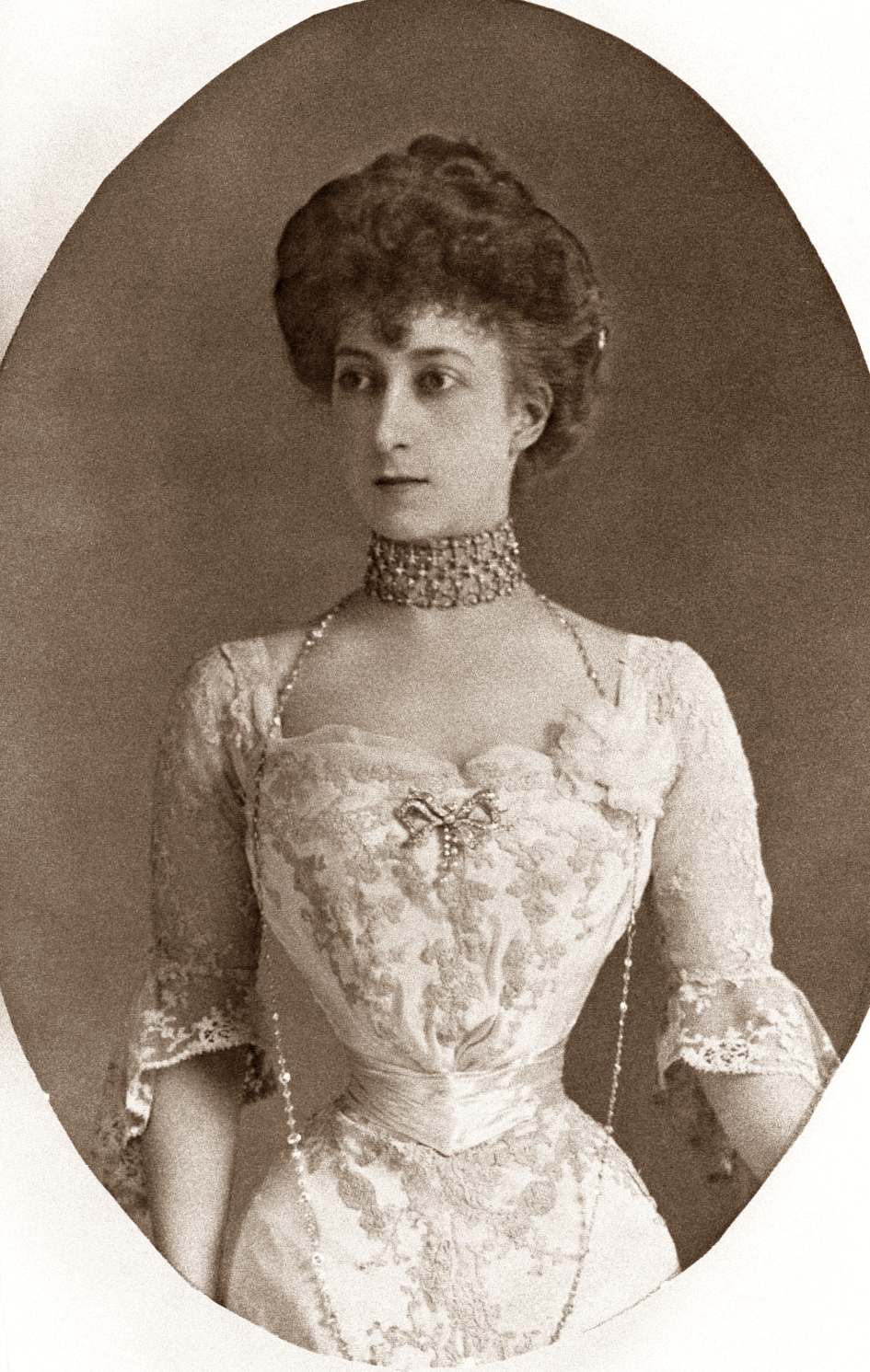
Maud nel 1906

Il principe Carlo prestava servizio presso le forze navali danesi e la sua famiglia visse prevalentemente in Danimarca fino al 1905. Nel luglio di quell'anno il Parlamento norvegese dissolse l'unione che univa la Norvegia alla Svezia ed offrì la nuova corona a Carlo di Danimarca. Nel novembre dello stesso anno in Norvegia un referendum si espresse a favore della monarchia, ed il Principe accettò l'offerta di diventare re. Assunse il nome di Haakon VII, mentre il figlio Alessandro venne chiamato Olav, futuro re Olav V. L'appartenenza di Maud alla casa reale britannica ebbe una parte nel perché Carlo fu scelto.
Haakon e Maud furono incoronati nella cattedrale di Trondheim il 22 giugno 1906.
La regina Maud non perse mai il suo amore per la Gran Bretagna, ma si adattò rapidamente al suo nuovo paese e ai suoi doveri di regina consorte. Maud svolse un ruolo forte e dominante all'interno della corte e della famiglia, ma discreto in pubblico.
Durante i suoi primi anni in Norvegia, lei e suo marito vennero fotografati in costumi popolari norvegesi  e imparò a praticare lo sci, sport molto popolare nella sua nuova patria. Interpretava con grande cura il suo ruolo di regina e usava abiti e gioielli per fare un'impressione regale che furono esposti al Victoria and Albert Museum nel 2005. Sostenne cause benefiche, in particolare quelle associate ai bambini e alla protezione degli animali, e incoraggiò musicisti e artisti. Durante la prima guerra mondiale, tra i suoi progetti vi era il Dronningens Hjelpekomité, in italiano, Comitato di soccorso alla Regina. Sostenne inoltre la causa della femminista Katti Anker Møller per le madri non sposate (1906) e vendette fotografie a scopo di beneficenza. Amante dei cavalli, Maud 
insistette sul potenziamento delle scuderie del palazzo reale di Oslo, supervisionando da sola gran parte del progetto.
Maud continuò a considerare la Gran Bretagna come la sua vera patria anche dopo il suo arrivo in Norvegia, e visitava la Gran Bretagna ogni anno . Tuttavia, apprezzò anche alcuni aspetti della Norvegia, come gli sport invernali, e fece crescere suo figlio come un norvegese. Nella residenza reale di Kongsseteren, nella città di Oslo, si dedicò alla cura di un giardino all'inglese. È descritta come una persona riservata in pubblico ma energica e con un gusto per le battute in privato, oltre ad avere una personalità forte e dominante all'interno della corte reale, sebbene la sua influenza sul marito e nella politica non fosse evidente all'esterno.
L'ultima sua apparizione pubblica fu in Gran Bretagna, nel 1937 in occasione dell'incoronazione del nipote Giorgio VI del Regno Unito.

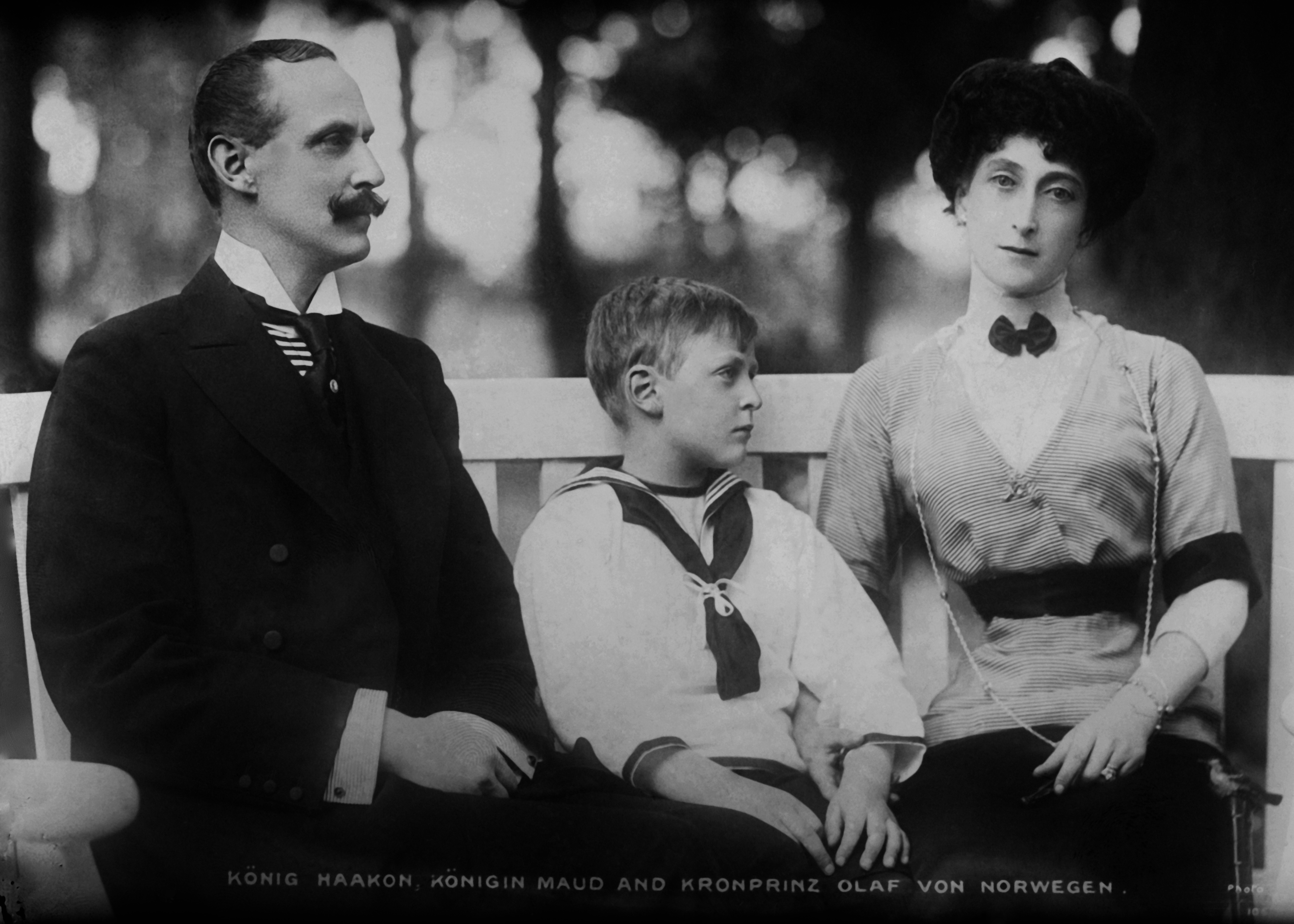
Maud con il marito e il figlio

### Morte
Maud si recò in Inghilterra per una visita nell'ottobre 1938. Inizialmente rimase a Sandringham, ma poi si trasferì in un hotel nel West End di Londra. Si ammalò, venendo poi sottoposta ad un intervento chirurgico il 16 novembre 1938. Il re Haakon si recò immediatamente dalla Norvegia al suo capezzale. Sebbene sopravvisse all'intervento, Maud morì inaspettatamente per insufficienza cardiaca il 20 novembre 1938 . I giornali norvegesi vennero autorizzati ad infrangere la legge che proibiva alla  domenica la pubblicazione della sua morte.
La salma fu riportata in Norvegia dalla corazzata britannica HMS Royal Oak e sepolta nel mausoleo reale del Castello di Akershus.
In suo onore furono denominati in Antartide la Terra della Regina Maud e i Monti della Regina Maud e anche il Golfo della Regina Maud nella regione del Nunavut, in Canada, pur se ella in realtà non avesse mai messo piede in nessuno di quei territori.

## Titoli e trattamento
- 26 novembre 1869 – 22 luglio 1896: Sua Altezza Reale Principessa Maud del Galles
- 22 luglio 1896 – 18 novembre 1905: Sua Altezza Reale Principessa Maud di Danimarca
- 18 novembre 1905 - 20 novembre 1938: Sua Maestà La Regina di Norvegia

## Onorificenze

Stemma della principessa Maud del Galles (1896-1905)

## Ascendenza
|                                   |                                                                |                                                      | Genitori                                        |  |  | Nonni |  |  | Bisnonni                            |  |  | Trisnonni                                       |  |
|                                   |                                                                |                                                      |                                                 |  |  |       |  |  | Ernesto I di Sassonia-Coburgo-Gotha |  |  | Francesco Federico di Sassonia-Coburgo-Saalfeld |  |
|                                   |                                                                |                                                      |                                                 |  |  |       |  |  | Ernesto I di Sassonia-Coburgo-Gotha |  |  | Francesco Federico di Sassonia-Coburgo-Saalfeld |  |
|                                   |                                                                | Augusta di Reuss-Ebersdorf                           |                                                 |  |  |       |  |  | Ernesto I di Sassonia-Coburgo-Gotha |  |  |                                                 |  |
| Alberto di Sassonia-Coburgo-Gotha |                                                                |                                                      |                                                 |  |  |       |  |  | Ernesto I di Sassonia-Coburgo-Gotha |  |  |                                                 |  |
|                                   |                                                                | Luisa di Sassonia-Gotha-Altenburg                    | Augusto di Sassonia-Gotha-Altenburg             |  |  |       |  |  |                                     |  |  |                                                 |  |
|                                   |                                                                | Luisa di Sassonia-Gotha-Altenburg                    | Augusto di Sassonia-Gotha-Altenburg             |  |  |       |  |  |                                     |  |  |                                                 |  |
|                                   |                                                                | Luisa di Sassonia-Gotha-Altenburg                    | Luisa Carlotta di Meclemburgo-Schwerin          |  |  |       |  |  |                                     |  |  |                                                 |  |
| Edoardo VII del Regno Unito       |                                                                | Luisa di Sassonia-Gotha-Altenburg                    |                                                 |  |  |       |  |  |                                     |  |  |                                                 |  |
|                                   |                                                                | Edoardo Augusto di Hannover                          | Giorgio III del Regno Unito                     |  |  |       |  |  |                                     |  |  |                                                 |  |
|                                   |                                                                | Edoardo Augusto di Hannover                          | Giorgio III del Regno Unito                     |  |  |       |  |  |                                     |  |  |                                                 |  |
|                                   |                                                                | Edoardo Augusto di Hannover                          | Carlotta di Meclemburgo-Strelitz                |  |  |       |  |  |                                     |  |  |                                                 |  |
| Vittoria del Regno Unito          |                                                                | Edoardo Augusto di Hannover                          |                                                 |  |  |       |  |  |                                     |  |  |                                                 |  |
|                                   |                                                                | Vittoria di Sassonia-Coburgo-Saalfeld                | Francesco Federico di Sassonia-Coburgo-Saalfeld |  |  |       |  |  |                                     |  |  |                                                 |  |
|                                   |                                                                | Vittoria di Sassonia-Coburgo-Saalfeld                | Francesco Federico di Sassonia-Coburgo-Saalfeld |  |  |       |  |  |                                     |  |  |                                                 |  |
|                                   |                                                                | Vittoria di Sassonia-Coburgo-Saalfeld                | Augusta di Reuss-Ebersdorf                      |  |  |       |  |  |                                     |  |  |                                                 |  |
| Maud di Gran Bretagna             |                                                                | Vittoria di Sassonia-Coburgo-Saalfeld                |                                                 |  |  |       |  |  |                                     |  |  |                                                 |  |
|                                   | Federico Guglielmo di Schleswig-Holstein-Sonderburg-Glücksburg | Federico Carlo di Schleswig-Holstein-Sonderburg-Beck |                                                 |  |  |       |  |  |                                     |  |  |                                                 |  |
|                                   | Federico Guglielmo di Schleswig-Holstein-Sonderburg-Glücksburg | Federico Carlo di Schleswig-Holstein-Sonderburg-Beck |                                                 |  |  |       |  |  |                                     |  |  |                                                 |  |
|                                   | Federico Guglielmo di Schleswig-Holstein-Sonderburg-Glücksburg | Federica di Schlieben                                |                                                 |  |  |       |  |  |                                     |  |  |                                                 |  |
| Cristiano IX di Danimarca         | Federico Guglielmo di Schleswig-Holstein-Sonderburg-Glücksburg |                                                      |                                                 |  |  |       |  |  |                                     |  |  |                                                 |  |
|                                   |                                                                | Luisa Carolina d'Assia-Kassel                        | Carlo d'Assia-Kassel                            |  |  |       |  |  |                                     |  |  |                                                 |  |
|                                   |                                                                | Luisa Carolina d'Assia-Kassel                        | Carlo d'Assia-Kassel                            |  |  |       |  |  |                                     |  |  |                                                 |  |
|                                   |                                                                | Luisa Carolina d'Assia-Kassel                        | Luisa di Danimarca                              |  |  |       |  |  |                                     |  |  |                                                 |  |
| Alessandra di Danimarca           |                                                                | Luisa Carolina d'Assia-Kassel                        |                                                 |  |  |       |  |  |                                     |  |  |                                                 |  |
|                                   |                                                                | Guglielmo d'Assia-Kassel                             | Federico d'Assia-Kassel                         |  |  |       |  |  |                                     |  |  |                                                 |  |
|                                   |                                                                | Guglielmo d'Assia-Kassel                             | Federico d'Assia-Kassel                         |  |  |       |  |  |                                     |  |  |                                                 |  |
|                                   |                                                                | Guglielmo d'Assia-Kassel                             | Carolina di Nassau-Usingen                      |  |  |       |  |  |                                     |  |  |                                                 |  |
| Luisa d'Assia-Kassel              |                                                                | Guglielmo d'Assia-Kassel                             |                                                 |  |  |       |  |  |                                     |  |  |                                                 |  |
|                                   |                                                                | Luisa Carlotta di Danimarca                          | Federico di Danimarca                           |  |  |       |  |  |                                     |  |  |                                                 |  |
|                                   |                                                                | Luisa Carlotta di Danimarca                          | Federico di Danimarca                           |  |  |       |  |  |                                     |  |  |                                                 |  |
|                                   |                                                                | Luisa Carlotta di Danimarca                          | Sofia Federica di Meclemburgo-Schwerin          |  |  |       |  |  |                                     |  |  |                                                 |  |
|                                   |                                                                | Luisa Carlotta di Danimarca                          |                                                 |  |  |       |  |  |                                     |  |  |                                                 |  |